# محمد جعفر
محمد جعفر هو كاتب، وروائي، وشاعر جزائري صدرت أولى مجموعاته القصصية عام 2011 بعنوان «طقوس امرأة لا تنام»، وشاركت أعماله في العديد من المهرجانات والفعاليات الأدبية مثل صالون الجزائر الدولي للكتاب.

## مؤلفاته
صدر للشاعر محمد جعفر عدة مؤلفات تنوعت ما بين الرواية والمجموعات القصصية والشعرية منها:
- طقوس امرأة لا تنام (قصص قصيرة): صدرت في عام 2011 عن دار ميم للنشر.[2]
- العبور على متن الحلم (شعر): صدر عن دار منشورات ضفاف عام 2014.[3]
- هذيان نواقيس القيامة (رواية): صدرت عن دار منشورات ضفاف - منشورات الاختلاف عام 2014.[4][5]
- مزامير الحجر (رواية): صدرت عام 2015 عن دار منشورات ضفاف - منشورات الاختلاف.[6][7]
- ابتكار الألم (قصص): صدرت عن دار منشورات ضفاف - منشورات الاختلاف عام 2017، وحوت 10 قصص قصيرة من بينها قصص «الشك»، و«القضية»، و«التباس»، و«لبن طازج»، و«موعد خارج الإطار»، وكتب مقدمتها الصحفي والروائي والقاص محمود الريماوي.[8][9]
- لابوانت - جدوا قاتلي (رواية): صدرت عن الدار العربية للعلوم ناشرون عام 2018.[10]
- ميدان السلاح (رواية): صدرت عن دار القلادة العربية عام 2012.[11][12]